# Смородська Ольга Юріївна
Ольга Юріївна Смородська (рос. Ольга Юрьевна Смородская; 7 листопада 1956, Гомель) — російська спортивна менеджерка. З липня 2010 по серпень 2016 року була президентом футбольного клубу «Локомотив» (Москва).

## Біографія

### Ранні роки
Ольга Смородська народилася в сім'ї льотчика дальньої авіації Юрія Яковича Антипова і вчительки Раїси Василівни. Перші 5 років життя провела в селищі Зябровка Гомельського району. Потім з родиною переїхала в Москву. Займалася лижами у олімпійської чемпіонки Любові Баранової; в 12 років стала чемпіонкою Москви, однак більшого не домоглася. Навчалася в музичній школі імені Вано Мураделі, де Ользі викладав Мстислав Ростропович. Потім пішла в комсомол, стала секретаркою комітету цієї організації. Закінчила школу з золотою медаллю.
Закінчила з червоним дипломом Плехановський університет за спеціальністю «Економічна кібернетика», отримавши кваліфікацію економіста-математика. Працювала в Науково-дослідному інституті планування і нормативів при Держплані СРСР.
У 1991 році брала участь у серпневих подіях на боці Бориса Єльцина. Пізніше займалася першими парламентськими виборами.

### Робота у бізнесі
З 1993 по 1996 рік — заступниця голови Департаменту будівництва та керівниця Департаменту міжнародних зв'язків уряду Москви, куди потрапила на запрошення Володимира Ресіна.
З 1997 по 2000 рік — заступниця генерального директора ЗАТ «Інтеррос» і віце-президент ОНЕКСІМ-банку.
З 2000 по 2002 рік працювала у Внешторгбанку, обіймала посаду віце-президента.
У 2002 році Смородська почала роботу заступниці з економічних питань Миколи Семеновича Ніно, начальника федеральної державної установи міністерства оборони Російської Федерації ЦСКА. Тоді ж їй було присвоєно військове звання підполковника. Після смерті Ніно в жовтні 2002 року була призначена на його місце, курувала роботу по 30 видах спорту. Ольга вмовила свого чоловіка допомагати їй на новому місці, через що він залишив свою минулу роботу. Під час її роботи було змінено покриття в легкоатлетичному комплексі, реконструйований Палац спортивних єдиноборств і спортивний інтернат клубу. Пропрацювала там до 2006 року, після чого очолила благодійний фонд спортивних програм «Нове покоління».
З липня 2008 по липень 2010 року працювала заступницею голови правління «Росбанк».

### Президент ФК «Локомотив»
29 липня 2010 року Смородська стала президентом футбольного клубу «Локомотив» (Москва), куди її запросив Володимир Якунін, президент РЖД. Вона роботу почала з кадрових «чисток», попри запевнення, що ніхто звільнений не буде, зокрема були звільнені спортивний директор Віктор Тищенко, віце-президенти клубу — Мележиков і Кірічок; у клуб були запрошені Юрій Білоус, колишній президент футбольного клубу «Москва», Олексій Смертін, екс-гравець «Локомотива», обидва вони стали радниками президента, Лейла Покровська, яка посіла посаду віце-президента з економіки, а також Максим Мотін, очолив дитячо-юнацьку школу «Локомотива». Крім цього, Ольга відмовилася від схеми преміювання гравців, за якою кожен виграш поспіль оплачувався на 50 тис. рублів більше. У Ольги Юріївни відразу не склалися стосунки з головним тренером команди Юрієм Сьоміним; дійшло до того, що президент і тренер перестали спілкуватися, вирішуючи питання лише електронною поштою. По закінченні сезону 2010 Смородська звільнила Юрія Сьоміна з посади головного тренера, сказавши, що «він не домігся тієї гри і того результату, яких від нього чекали»; вболівальники «залізничників» не підтримали рішення і виступили проти Смородської. Голкіпер клубу Олександр Криворучко сказав з приводу конфлікту:

Ви знаєте, просто накипіло. Причому, не тільки у мене, а у всіх, хто дійсно залізничники. Може, деякі з нових гравців це і не усвідомлюють, але хлопці, які в команді давно, не можуть змиритися з тим, що відбувається. Раніше все будувалося на довірі, теплому ставленні один до одного, а тепер на з'ясуванні відносин і дотриманні встановлених норм. Смородська поводиться як лідер. Але Сьомін не та людина, яка дозволить собою маніпулювати. Він відстоював свою позицію. Наприклад, був проти того, щоб вона була присутня на кожному нашому тренуванні. До чого це? Смородська на поле все одно не вийде! І тренувати нас не буде. Наприклад, в Лозанні перед матчем Смородська пояснювала футболістам тактику: «В атаці треба грати ширше, а в захисті вужче». Реакція Сьоміна була відповідною. На цьому ґрунті і виникали конфлікти.

6 червня 2011 року Смородська звільнила головного тренера команди Юрія Красножана, якого сама і запросила на посаду головного тренера, на думку ряду ЗМІ, за навмисні прорахунки в підготовці до зустрічі з «Анжі», в якій «Локомотив» програв 1:2. Сама Ольга сказала, що причини відставки залишаться всередині клубу.

Я знаю Смородську. Це запальна, жорстка людина, але вона не буде рубати з плеча, не прорахувавши наслідків і не маючи на те вагомих підстав. Ольга Юріївна уважно ставиться до людей. Знаю, що багато хто нарікає на "жіночу сутність" Смородської, але, по-перше, жінка не порок. По-друге, Ольга Юріївна — професійний керівник. Вона не здатна приймати непродумане рішення «на емоціях», тому що відповідає за клуб, за результат.
— В'ячеслав Колосков

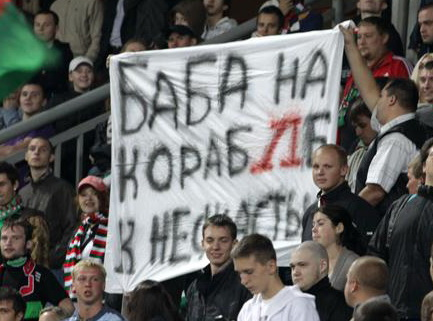
«Баба на кораблі до нещастя» — банер вболівальників московського «Локомотива» про Смородську

У 2013 році Смородська, яка відкрито критикувалася уболівальниками «Локомотива», вирішила не продавати квитки на фанатську трибуну на двох останніх матчах сезону. У травні того ж року рада директорів «Локомотива» розглядала питання про звільнення Ольги Юріївни з посади, але ухвалила рішення залишити її керувати футбольним клубом. У серпні 2016 року Смородська залишила посаду президента клубу, разом з нею «Локомотив» покинуло ще 15 співробітників, включаючи її зятя, Кирила Котова.

## Особисте життя
Одружена. Чоловік Юрій під час СРСР керував найбільшим зовнішньоторговельним об'єднанням, яке єдине в країні мало ліцензію на продаж нікелю, золота, паладію. Потім працював у Московській нафтовій компанії, був начальником плавального басейну ЦСКА. Зараз займається нафтовим бізнесом.
Смородська має дочок Анну і Людмилу. Людмила, яку Смородська влаштувала директором комерційного департаменту «Локомотива», з заробітною платою в 20 тис. євро і власним автомобілем, одружена з Кирилом Котовим (нар. 9 січня 1983 року), начальником управління селекції «Локомотива». Пізніше Котов став спортивним директором клубу. Кирило після матчу «Локомотива» і ЦСКА звернувся до головного арбітра зустрічі з нецензурною лайкою, а також погрожував йому розправою; за це він був дискваліфікований на 4 гри і оштрафований на 100 тис. рублів. Сама Смородська спростувала відомості про заробітну плату дочки, сказавши, що вона «відповідає заробітній платі менеджерів її рівня», а швидкий кар'єрний ріст Кирила після роману з Людмилою назвала збігом. Після звільнення Смородської Котов за власним бажанням теж покинув клуб. Пізніше спортивний менеджер Юрій Білоус висловився про Котова: «Кирило Котов приходив у клуб, коли йшов я. Він був людиною без досвіду і знань, щоб у подальшому стати спортивним директором. Мабуть, за родинними принципами».